# Герои Российской Федерации — Д

В настоящем списке представлены в алфавитном порядке Герои Российской Федерации, чьи фамилии начинаются с буквы «Д». Список содержит информацию о звании, роде войск (службе, деятельности, должности) Героев на время присвоения звания, дате рождения, месте рождения, дате смерти и месте смерти Героев.
 Серым цветом в таблице выделены Герои, награждённые посмертно. 
| №  | Фото | Фамилия Имя Отчество               | Род войск, служба         | Годы жизни                         | Место рождения                                                                                      | Место гибели (смерти)                      |             |
| -- | ---- | ---------------------------------- | ------------------------- | ---------------------------------- | --------------------------------------------------------------------------------------------------- | ------------------------------------------ | ----------- |
| 1  |      | Дангиреев, Михаил Султанович       | ВВ МВД                    | 2 мая 1977 — 9 января 2000         | Выселки, Краснодарский край, РСФСР                                                                  | Аргун, Чечня                               |             |
| 2  |      | Данилин, Юрий Николаевич           | ФСБ                       | 20 октября 1965 — 8 апреля 2004    | Москва, РСФСР                                                                                       | станица Шелковская, Чечня                  |             |
| 3  |      | Данилов, Александр Олегович        | Морская пехота            | род. 1991                          | Рязань, РСФСР                                                                                       |                                            |             |
| 4  |      | Данильченко, Николай Иванович      | Бронетанковые войска      | 1 июля 1999 — 25 сентября 2022     | Стрежевой, Томская область                                                                          | Украина                                    |             |
| 5  |      | Даркович, Александр Васильевич     | Морская пехота            | род. 7 ноября 1961                 | Давид-Городок, Брестская область, Белорусская ССР                                                   |                                            |             |
| 6  |      | Дарковский, Владимир Станиславович | спецназ ГРУ               | род. 18 декабря 1987               | пгт Селендума, Селенгинский район, Бурятская АССР, РСФСР                                            |                                            |             |
| 7  |      | Датиев, Алан Георгиевич            | авиация                   | род. 1983                          | Владикавказ, Республика Северная Осетия — Алания                                                    |                                            |             |
| 8  |      | Дауди, Ильяс Дильшатович           | Пехота и мотострелки      | род. 29 января 1967                | Азнакаево, Татарская АССР, РСФСР                                                                    |                                            | [ 1 ]       |
| 9  |      | Даудов, Закир Алиевич              | Пехота и мотострелки      | 25 января 1980 — 30 декабря 1999   | село Верхнее Казанище, Дагестанская АССР, РСФСР                                                     | близ села Новые Атаги, Чечня               |             |
| 10 |      | Даудов, Магомед Хожахмедович       | МВД                       | род. 26 февраля 1980               | с. Шпаковское, Ставропольский край, РСФСР                                                           |                                            |             |
| 11 |      | Даутмерзаев, Султан Салаудиевич    | МВД                       | 4 апреля 1976 — 15 декабря 2007    | Урус-Мартан, Чечено-Ингушская АССР, РСФСР                                                           | Грозный, Чечня                             |             |
| 12 |      | Дворников, Александр Владимирович  | Генералитет               | род. 22 августа 1961               | Уссурийск, Приморский край, РСФСР                                                                   |                                            |             |
| 13 |      | Дебелый, Роман Александрович       | Пехота и мотострелки      |                                    | |                                            |             |
| 14 |      | Девятов, Максим Вадимович          | спецназ ГРУ               | род. 28 марта 1987                 | Тихвин, Ленинградская область, РСФСР                                                                |                                            |             |
| 15 |      | Дежуров, Владимир Николаевич       | Лётчик-космонавт          | род. 30 июля 1962                  | посёлок Явас, Мордовская АССР, РСФСР                                                                |                                            | [ 2 ]       |
| 16 |      | Дейнекин, Пётр Степанович          | Генералитет               | 14 декабря 1937 — 19 августа 2017  | Морозовск, Ростовская область                                                                       | Москва, Российская Федерация               | [ 3 ]       |
| 17 |      | Дейнеко, Юрий Михайлович           | авиация                   | 6 марта 1963 — 18 сентября 2003    | Коммунарск, Луганская область, Украинская ССР                                                       | Саратовская область                        |             |
| 18 |      | Делимханов, Адам Султанович        | Политик                   | род. 25 сентября 1969              | Беной, Чечено-Ингушская АССР, РСФСР                                                                 |                                            |             |
| 19 |      | Делимханов, Алибек Султанович      | ВВ МВД                    | род. 16 октября 1974               | с. Джалка, Чечено-Ингушская АССР, РСФСР                                                             |                                            |             |
| 20 |      | Дементьев, Денис Геннадьевич       | Десантные войска          | 3 февраля 1982 — 4 февраля 2023    | Псков, РСФСР                                                                                        | Украина                                    |             |
| 21 |      | Демьяненко, Сергей Иванович        | авиация                   | род. 15 ноября 1964                | Саратов, РСФСР                                                                                      |                                            |             |
| 22 |      | Дергунов, Алексей Васильевич       | спецназ ГРУ               | 22 декабря 1979 — 26 декабря 2003  | Фрунзе, Киргизская ССР                                                                              | Цумадинский район, Дагестан                |             |
| 23 |      | Джарджадзе, Николай Константинович | Десантные войска          | 21 мая 1976 — 9 января 1995        | пос. Ишеевка, Ульяновская область, РСФСР                                                            | Грозный, Чечня                             |             |
| 24 |      | Джартанов, Данияр Викторович       | спецназ ГРУ               | род. 9 мая 1988                    | с. Джазатор (Беляши), Кош-Агачский район, Горно-Алтайская автономная область, Алтайский край, РСФСР |                                            |             |
| 25 |      | Джафаров, Олег Мазахир оглы        | Десантные войска          | род. 4 марта 1991                  | Дмитриевка, Свободненский район, Амурская область, РСФСР                                            |                                            |             |
| 26 |      | Джибилов, Заур Таймуразович        | МВД                       | 24 марта 1986 — 23 октября 2012    | Беслан, Северо-Осетинская АССР, РСФСР                                                               | Чермен, Пригородный район, Северная Осетия |             |
| 27 |      | Дзюба, Александр Иванович          | авиация                   | род. 13 августа 1957               | пос. Красноармейский (Зерноградский район), Ростовская область, РСФСР                               |                                            |             |
| 28 |      | Диордица, Николай Фёдорович        | авиация                   | род. 17 мая 1956                   | с. Парканы (Слободзейский район), Молдавская ССР                                                    |                                            |             |
| 29 |      | Дмитриев, Юрий Александрович       | Пехота и мотострелки      | 27 февраля 1978 — 16 октября 2002  | Багратионовск, Калининградская область, РСФСР                                                       | Грозный, Чечня                             |             |
| 30 |      | Дмитров, Алексей Вячеславович      | ВМФ                       | род. 26 марта 1973                 | Ленинград, РСФСР                                                                                    |                                            |             |
| 31 |      | Днепровский, Андрей Владимирович   | Морская пехота            | 6 мая 1971 — 21 марта 1995         | Орджоникидзе, Северо-Осетинская АССР, РСФСР                                                         | Грозный, Чечня, РСФСР                      |             |
| 32 |      | Додосов, Иван Алексеевич           | Бронетанковые войска      | род. 7 сентября 1989               | с. Пестрецы, Пестречинский район, Татарская АССР, РСФСР                                             |                                            |             |
| 33 |      | Долгов, Олег Николаевич            | МВД                       | 21 августа 1976 — 16 января 1996   | с. Шамкино, Чувашская АССР, РСФСР                                                                   | Первомайское, Дагестан                     |             |
| 34 |      | Долонин, Владислав Александрович   | спецназ ГРУ               | 22 февраля 1969 — 3 марта 1995     | Майкоп, Краснодарский край, РСФСР                                                                   | Гудермес, Чечня                            | [ 4 ]       |
| 35 |      | Долонский, Денис Владимирович      | ВМФ                       | 17 октября 1972 — 1 июля 2019      | Ленинград, РСФСР                                                                                    | Баренцево море                             |             |
| 36 |      | Донгак, Мерген Очур-оолович        | Пехота и мотострелки      | род. 23 февраля 1981               | Арыг-Узю, Улуг-Хемский район, Тувинская АССР, РСФСР                                                 |                                            |             |
| 37 |      | Дорофеев, Анатолий Васильевич      | Пехота и мотострелки      | 25 марта 1920 — 22 февраля 2000    | д. Лызгач, Юрьянский район, Кировская область, РСФСР                                                | Балашиха, Московская область               | [ 5 ] [ 6 ] |
| 38 |      | Дорофеев, Дмитрий Юрьевич          | авиация                   | 12 октября 1974 — 26 сентября 2002 | Чирчик, Узбекская ССР                                                                               | Чечня                                      |             |
| 39 |      | Дорофеев, Фёдор Иванович           | Морская авиация           | 5 января 1926 — 13 февраля 1945    | пос. Рассвет, Куйбышевская область, РСФСР                                                           | Балтийское море                            | [ 7 ]       |
| 40 |      | Дорохин, Владислав Александрович   | Морская пехота            | 8 сентября 2000 — 21 июня 2022     | Елец, Липецкая область, Россия                                                                      | Егоровка, ДНР                              |             |
| 41 |      | Доставалов, Александр Васильевич   | Десантные войска          | 17 июля 1963 — 1 марта 2000        | Уфа, Башкирская АССР, РСФСР                                                                         | высота 776, Чечня                          |             |
| 42 |      | Досягаев, Александр Сергеевич      | Десантные войска          | 4 сентября 1989 — 24 мая 2022      | | Украина                                    |             |
| 43 |      | Дронов, Владимир Николаевич        | ВМФ                       | род. 8 октября 1948                | Бегомль, Витебская область, Белорусская ССР                                                         |                                            |             |
| 44 |      | Дубовой, Виктор Викторович         | Морская авиация           | 25 ноября 1961 — 29 апреля 2019    | Новошахтинск, Ростовская область, РСФСР                                                             | Москва, Российская Федерация               |             |
| 45 |      | Дубров, Пётр Валерьевич            | Лётчик-космонавт          | род. 30 января 1978                | Хабаровск, РСФСР                                                                                    |                                            |             |
| 46 |      | Дубынин, Виктор Петрович           | Пехота и мотострелки      | 1 февраля 1943 — 22 ноября 1992    | пгт Мартюш, Свердловская область, РСФСР                                                             | Москва                                     |             |
| 47 |      | Дудин, Виктор Анатольевич          | авиация                   | род. 8 ноября 1987                 | Армавир, Краснодарский край, РСФСР                                                                  |                                            |             |
| 48 |      | Дудкин, Виктор Евгеньевич          | ФСБ                       | 7 октября 1976 — 22 июня 2004      | Вентспилс, Латвийская ССР                                                                           | Назрань, Ингушетия                         |             |
| 49 |      | Дудкин, Тимур Юрьевич              | Бронетанковые войска      | род. 6 марта 1996                  | Саратов, Саратовская область                                                                        |                                            |             |
| 50 |      | Дудко, Борис Александрович         | Десантные войска          | род. 22 февраля 1989               | Бирск, Башкирская АССР, РСФСР                                                                       |                                            |             |
| 51 |      | Дуканов, Олег Михайлович           | ФСБ                       | род. 3 мая 1953                    | Барановичи, Брестская область, Белорусская ССР                                                      |                                            |             |
| 52 |      | Думчиков, Александр Павлович       | Десантные войска          | род. 16 июня 1973                  | Макеевка, Донецкая область, Украинская ССР                                                          |                                            |             |
| 53 |      | Духин, Владислав Анатольевич       | ВДВ                       | 26 марта 1980 — 1 марта 2000       | Ставрополь, РСФСР                                                                                   | высота 776, Чечня                          |             |
| 54 |      | Дьяконов, Эдуард Станиславович     | спецназ ГРУ               | 7 апреля 2001 — 24 марта 2022      | Иркутск, Российская Федерация                                                                       | Украина                                    |             |
| 55 |      | Дьяченко, Андрей Александрович     | Воздушно-космические силы | род. 14 июня 1982                  | Зимовники, Ростовская область, РСФСР                                                                |                                            |             |
| 56 |      | Дюдя, Юрий Валерьевич              | ВДВ                       | род. 14 декабря 1971               | Одесса, Украинская ССР                                                                              |                                            |             |
| 57 |      | Дюмин, Алексей Геннадьевич         | Пехота и мотострелки      | род. 28 августа 1972               | Курск, РСФСР                                                                                        |                                            |             |
| 58 |      | Дяченко, Сергей Владимирович       | ФСБ                       | род. 3 октября 1964                | Пирятин, Полтавская область, Украинская ССР                                                         |                                            |             |